# Montrésor
Montrésor je naselje in občina v osrednjem francoskem departmaju Indre-et-Loire regije Center. Leta 2009 je naselje imelo 330 prebivalcev.

## Geografija
Kraj leži v pokrajini Touraine ob reki Indrois, 60 km južno od Toursa.

## Uprava
Montrésor je sedež istoimenskega kantona, v katerega so poleg njegove vključene še občine Beaumont-Village, Chemillé-sur-Indrois, Genillé, Le Liège, Loché-sur-Indrois, Nouans-les-Fontaines, Orbigny, Villedômain in Villeloin-Coulangé s 5.475 prebivalci.
Kanton Montrésor je sestavni del okrožja Loches.

## Zanimivosti
- grad Château de Montrésor, nekdanja srednjeveška trdnjava iz 11. stoletja, v začetku 15. stoletja preoblikovana v renesančnem slogu za potrebe francoskega dvora. V drugi polovici 19. stoletja je propadajoči grad kupil poljski knez Xavier Branicki in ga popolnoma obnovil.
- župnijska cerkev sv. Janeza Krstnika iz 16. stoletja.